# Museo del Vetro
Das Museo del Vetro im italienischen Murano ist ein 1861 gegründetes Museum, in dem Glaskunst ausgestellt wird. Es ist vorrangig der Glasmacherkunst von Murano gewidmet.

## Geschichte

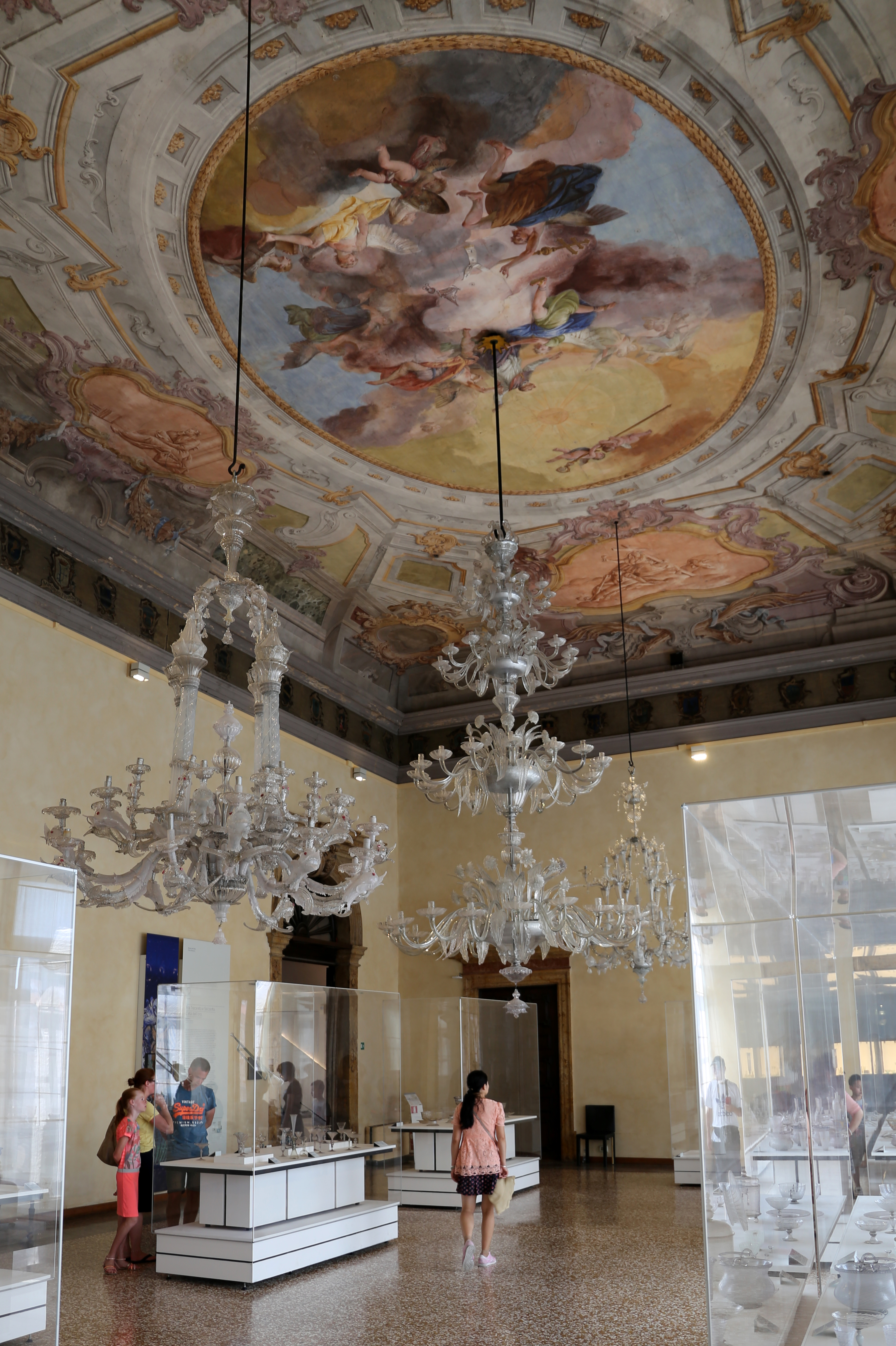
Salon mit Wandmalereien und Murano-Kronleuchtern

Murano ist eine Inselgruppe nördlich der Altstadt von Venedig. Archäologische Studien weisen darauf hin, dass es bereits vor der Gründung der Republik Venedig im 8. Jahrhundert eine Glasproduktion gab, spätestens aber seit dem 10. Jahrhundert. Die ersten Aufzeichnungen, die von einem Glasmeister in Venedig berichten, dem Flaschenhersteller Dominicus Phiolarius, stammen aus dem Jahre 982 n. Chr. Im Jahre 1291 wurden wegen der Brandgefahr alle Brennöfen von der Stadt auf die Insel Murano verlegt. Somit entstand das „erste Industriegebiet der Welt“. Zu dieser Zeit war die Herstellung von Glasobjekten von höchster Qualität der wichtigste Wirtschaftszweig der Stadt. Venezianisches Glas erreichte im 15. und 16. Jahrhundert den Höhepunkt seiner Popularität. Ab dem 17. und 18. Jahrhundert nahm die Bedeutung der Glasindustrie ab, etwa durch aufkommende europäische Konkurrenz sowie die Aufhebung der Zünfte nach der Eroberung Venedigs durch napoleonische Truppen.
1861 wurde das Museo del Vetro (Glasmuseum) auf Initiative von Antonio Colleoni, dem damaligen Bürgermeister von Murano, und von Abt Vincenzo Zanetti, einem Liebhaber der Glaskunst, gegründet. Es wurde im Palazzo Giustinian angesiedelt, dem ehemaligen Sitz der Bischöfe von Torcello. Aus diesem Anlass wurde das Gebäude, das vom Architekten Antonio Gaspari geplant worden war, grundlegend renoviert. Im ersten Hauptgeschoß blieb die Decke des zentralen Salons mit Fresken von Francesco Zugno und Francesco Zanchi erhalten.
Das Museum war zunächst hauptsächlich als Archiv gedacht und belegte lediglich einen Raum, doch schon bald bildete die Ausstellung aufgrund von Schenkungen zahlreiche antiker und moderner Glasobjekte den Schwerpunkt, und weitere Räume wurden benötigt. 1862 wurde zudem eine von Zanetti gegründete Schule für Glasbläser angeschlossen. Die Sammlung wurde 1932 von Giulio Lorenzetti und Nino Barbantini neu geordnet und durch Glasobjekte aus anderen städtischen Sammlungen Venedigs ergänzt. Das Museum erhielt so kostbare Stücke aus der Renaissance und ebenso eine bedeutende Sammlung antiker Glasobjekte aus Ausgrabungen. Träger des Museums ist die kommunale Stiftung Fondazione Musei Civici di Venezia – MUVE, der unter anderem auch der Dogenpalast und das Museo Correr unterstehen.
Die Glaskunstsammlung des Museums gilt als eine der größten der Welt und wird in sieben chronologischen Abschnitten von der Antike bis zur Gegenwart präsentiert. Die letzten drei Abschnitte der Ausstellung sind der „Wiedergeburt“ des Muranoglases gewidmet, die seit der zweiten Hälfte des 19. Jahrhunderts bis heute andauert. Es sind sowohl klassische als auch Jugendstilobjekte sowie moderne und zeitgenössische Werke ausgestellt, die von Glashütten wie Cappellin & Venini, Fratelli Toso, Artisti Barovier und Seguso hergestellt und von berühmten Künstlern und Designern wie Vittorio Zecchin, Carlo Scarpa, Tapio Wirkkala, Yoichi Ohira entworfen wurden.

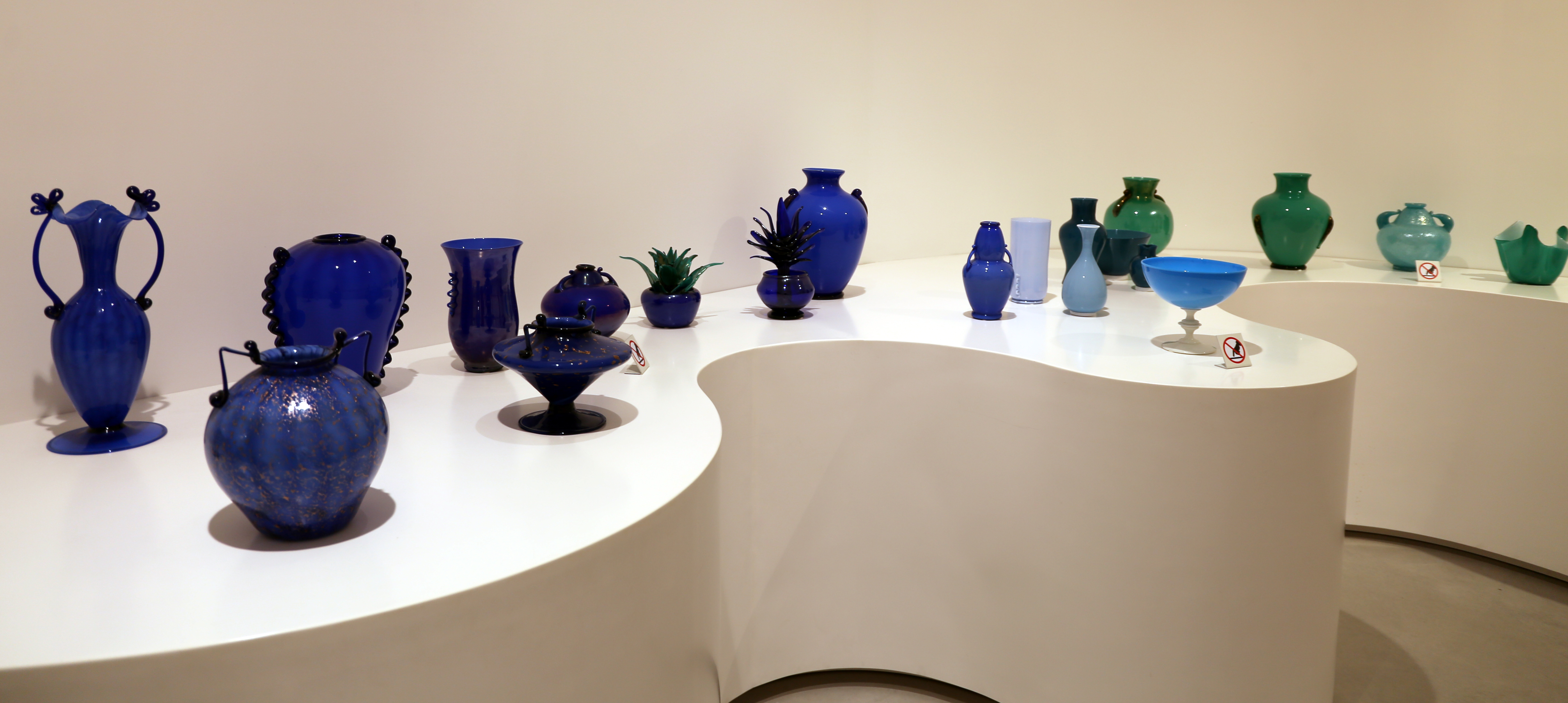
Vasen in verschiedenen Blautönen
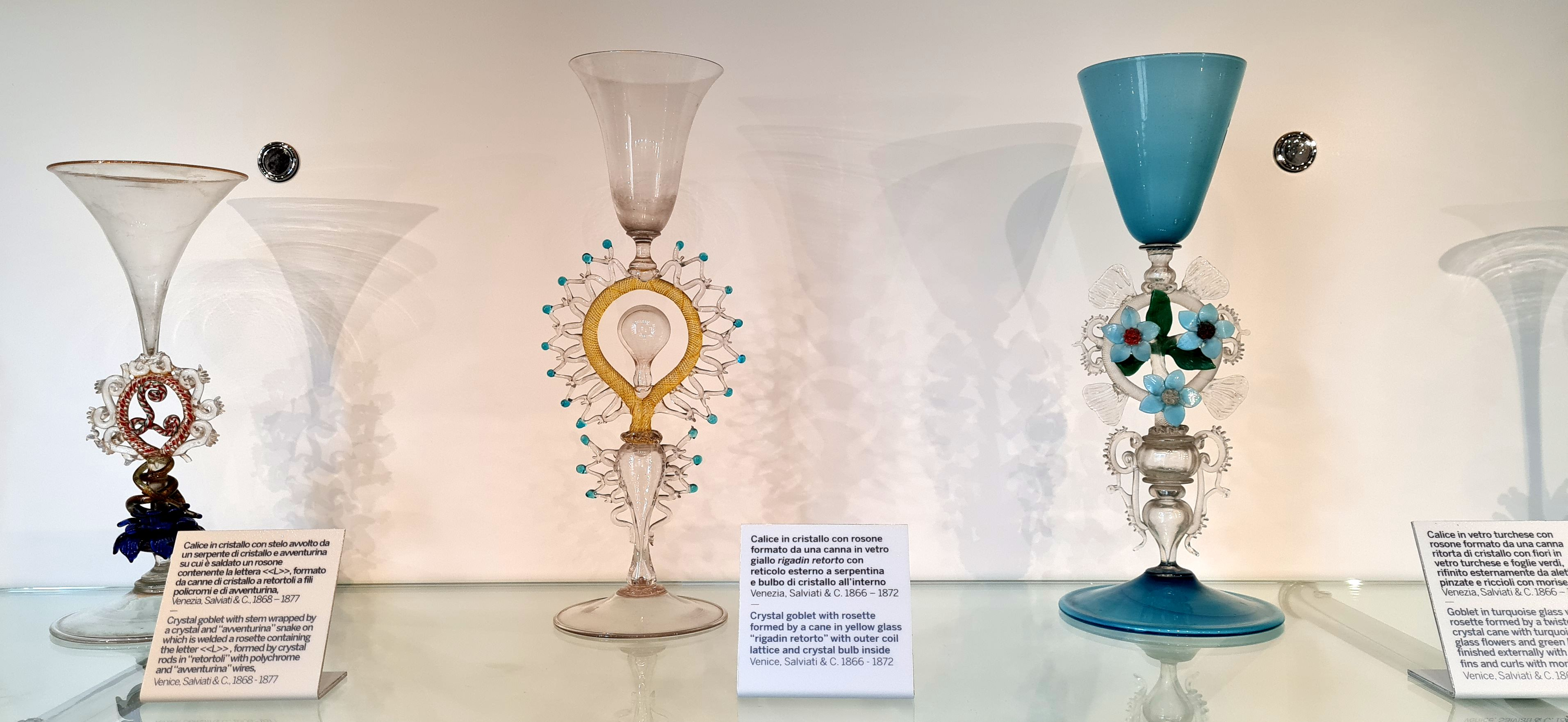
Kelche aus Kristall
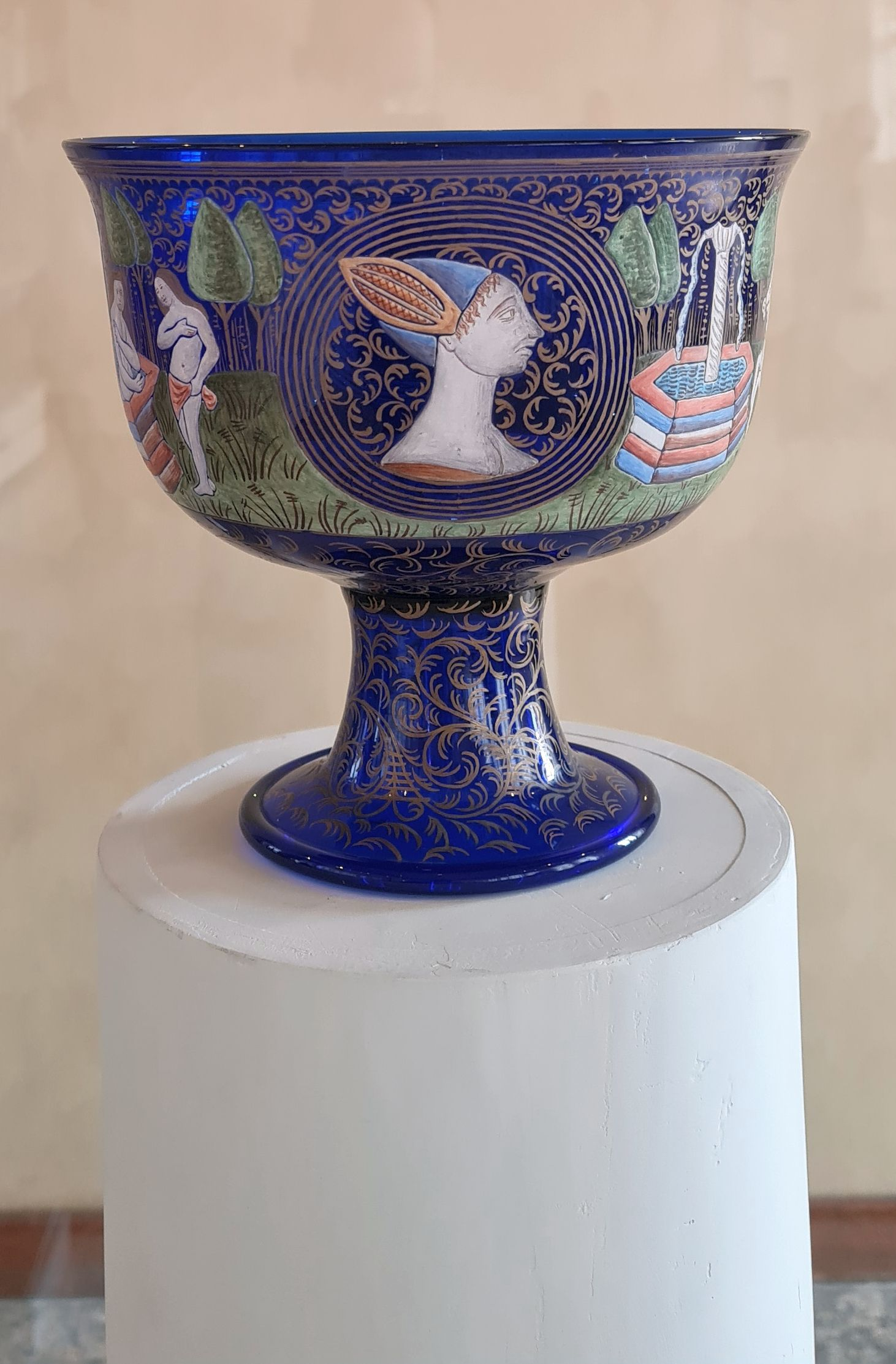
Coppa Barovier
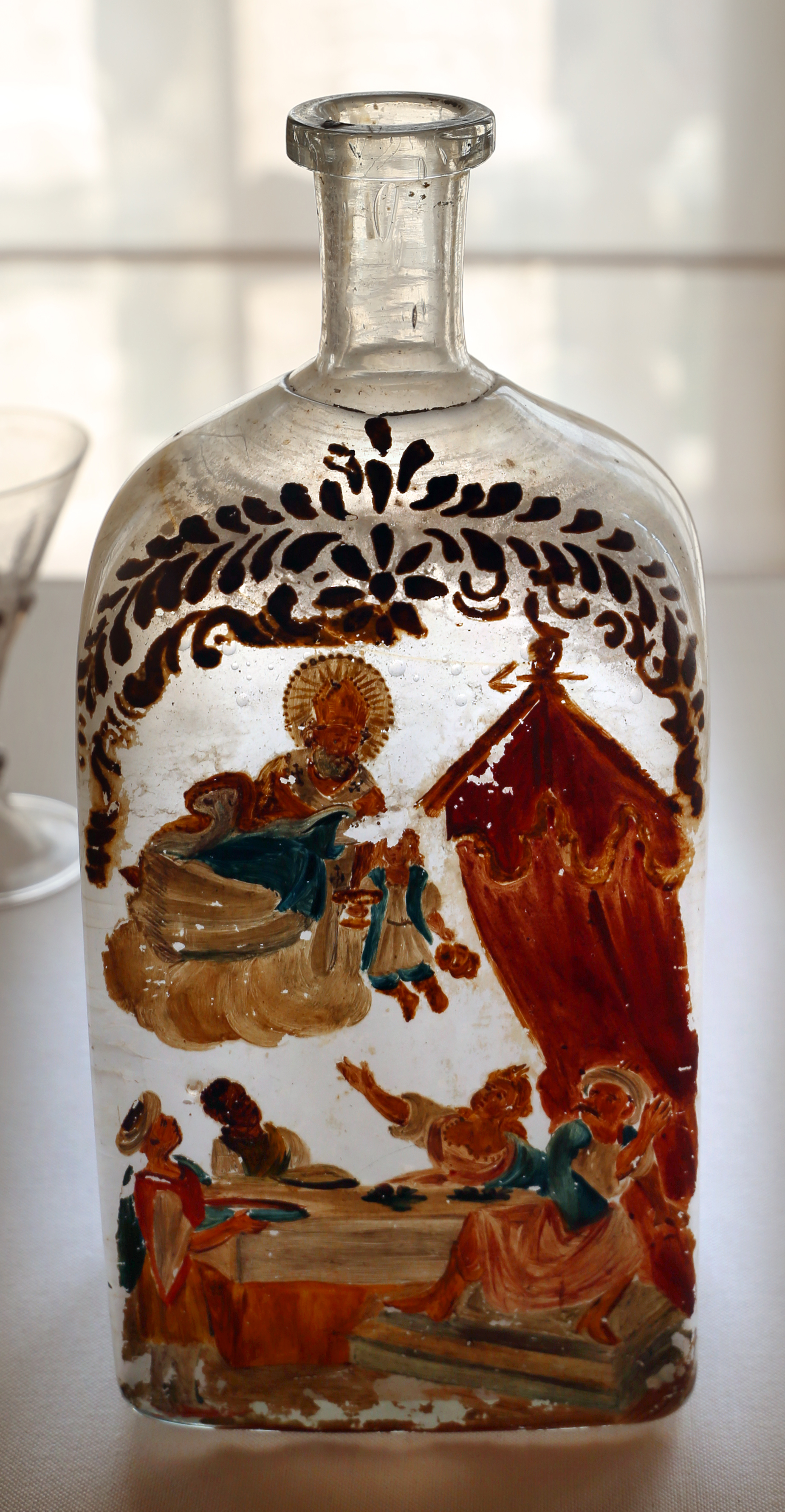
Flasche mit Gold und Emaille 1550–1600
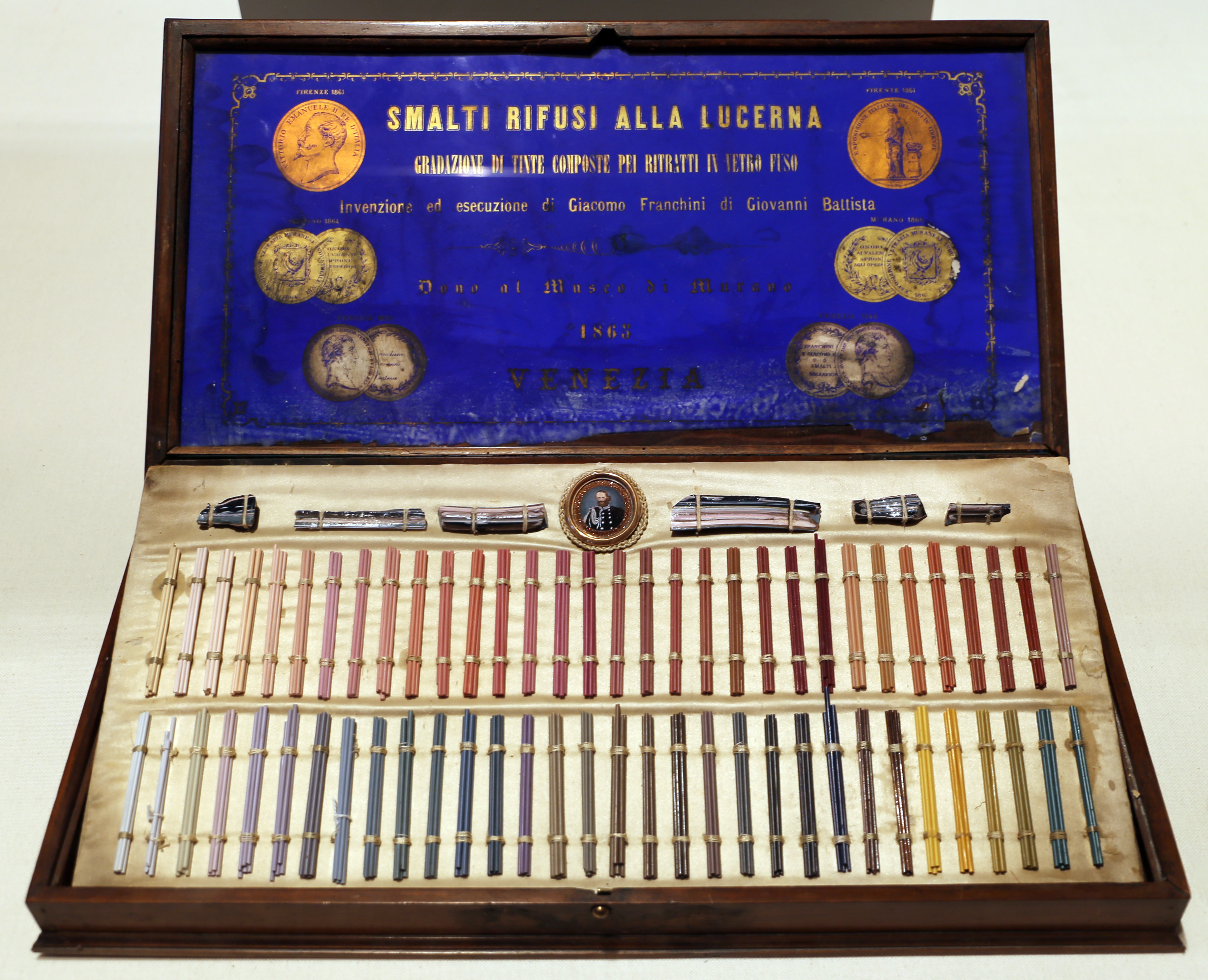
Koffer mit bunten Proben von Emaille
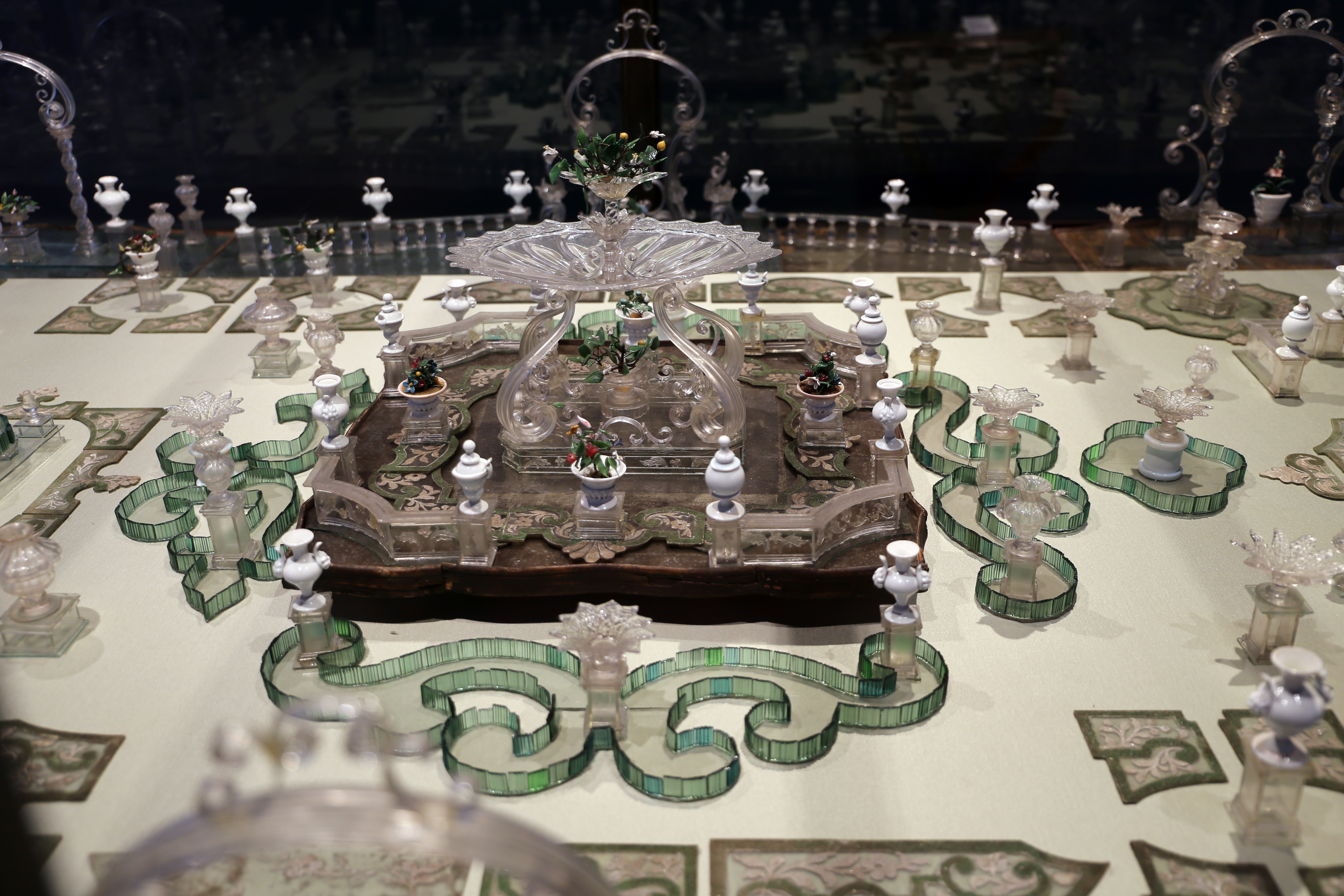
Gläserner Tischaufsatz in Form eines italienischen Gartens, 18. Jahrhundert